# Grosmont
Grosmont is een civil parish in het bestuurlijke gebied Scarborough, in het Engelse graafschap North Yorkshire met 318 inwoners.